# Airplane II: The Sequel
Airplane II: The Sequel (Brasil: Apertem os Cintos... O Piloto Sumiu 2 / Portugal: Aeroplano II: A Loucura Continua) é um filme de comédia estadunidense de 1982 sendo a sequência do filme Airplane!, lançado dois anos antes. O longa foi escrito e dirigido por Ken Finkleman e estrelado por Robert Hays, Julie Hagerty, Lloyd Bridges, Chad Everett, William Shatner, Rip Torn e Sonny Bono; seu lançamento nos Estados Unidos ocorreu em 10 de dezembro de 1982.
O trio de produtores Jim Abrahams, Jerry Zucker e David Zucker, que escreveu e dirigiu o primeiro filme, não teve nenhum envolvimento com essa sequência. A Paramount Pictures, que enfrentou uma situação semelhante com Grease 2 no início daquele ano, contratou Finkleman, que escreveu essa sequência de Grease, para escrever e dirigir Airplane II também.

## Enredo
Anos depois dos eventos do primeiro filme, num futuro próximo, a Lua foi colonizada e agora abriga uma estação espacial em sua superfície. Um ônibus lunar conhecido como "Mayflower One" está sendo preparado às pressas para ser lançado a partir de Houston; o chefe da equipe de terra, chamado apenas de Sargento, não gosta do que está acontecendo devido ao estado de negligência que a nave se encontra causada pela pressa da equipe, mas mesmo assim aprova o lançamento do foguete sob a administração da companhia aérea.
Na tripulação do voo do ônibus espacial estão o capitão Clarence Oveur (na dublagem brasileira, Liberato Camb), que é o navegador e co-piloto, Unger, o primeiro oficial, e Dunn, o engenheiro de voo; também a bordo está a oficial de informática Elaine Dickinson. Elaine deixou Ted Striker há muito tempo e agora está noiva de um dos tripulantes, Simon Kurtz. Enquanto isso, Ted está sob custódia em um manicômio; ele foi declarado mentalmente incompetente em uma ação após um voo de testes da aeronave que Ted pilotou e na qual o ônibus lunar caiu; Ted acredita que o processo foi usado para silenciá-lo, porque ele sabia que havia problemas com o ônibus lunar que o tornavam inseguro. Ele é mais uma vez assombrado por suas ações na "guerra" a qual participou, causando-lhe uma recaída do seu "problema com a bebida", especificamente pelos eventos que ocorreram em "Macho Grande", onde ele perdeu todo o seu esquadrão. Quando Ted lê no jornal sobre o lançamento do ônibus lunar, ele foge do hospício e compra uma passagem para o voo.
Durante o voo, o Mayflower One sofre um curto-circuito, fazendo com que o computador artificialmente inteligente, ROK, enlouqueça e envie a nave em direção ao Sol. Unger e Dunn tentam desativar o computador, mas acabam sendo jogados no espaço por uma câmara de ar; Oveur tenta parar ROK, mas o computador joga um pó amarelado em seu rosto, deixando-o inconsciente; Simon abandona Elaine e foge no único compartimento de fuga disponível na aeronave. Mais uma vez, Ted é chamado para salvar a aeronave, mas primeiro ele precisa descobrir como fazer o veículo se livrar do comando automático do computador. Steve McCroskey, o controlador de tráfego aéreo, revela que um passageiro, Joe Seluchi, havia embarcado no Mayflower One com uma bomba em uma maleta, com a intenção de cometer suicídio para que sua esposa possa receber dinheiro do seguro; Ted consegue lutar contra Joe, pegar a bomba e a usa para explodir ROK, deixando o veículo espacial no modo manual e, assim, seguir o rumo da Lua como originalmente programado.
Apesar de Ted conseguir tirar a aeronave da rota rumo ao Sol e colocá-la rumo à Lua, o uso da bomba para destruir o computador causa danos colaterais ao ônibus. No caminho para a Lua, o controle do voo é transferido para a base lunar, comandada pelo comandante Buck Murdock. Murdock tem um alto nível de desprezo por Ted por causa do incidente em Macho Grande, mas concorda em ajudar de qualquer maneira. Eles conseguem pousar a nave na Lua; Ted e Elaine se apaixonam novamente e se casam no final do filme. Após o casamento, Joe entra no cockpit e pede sua maleta de volta.
Uma cena pós-créditos é mostrada com os dizeres "Coming From Paramount Pictures: 'Airplane III'" ("Em breve da Paramount Pictures: 'Airplane III'"); Murdock é visto logo após dizendo: "É exatamente o que eles esperam que façamos!"

## Elenco
- Robert Hays como Ted Striker
- Julie Hagerty como Elaine Dickinson
- Lloyd Bridges como Steve McCroskey
- Chad Everett como Simon Kurtz
- Peter Graves como Capitão Clarence Oveur
- Rip Torn como Bud Kruger
- John Dehner como o comissário
- Chuck Connors como Sargento
- Richard Jaeckel como controlador #2
- Stephen Stucker como Jacobs / Funcionário do tribunal
- Kent McCord como Unger
- James A. Watson Jr. como Dunn
- Wendy Phillips como Mary
- Sonny Bono como o suicida Joe Seluchi
- William Shatner como Comandante Buck Murdock
- Raymond Burr como o juíz do tribunal
- John Vernon como Dr. Stone
- James Noble como o padre O'Flanagan
- John Larch como Procurador
- Lee Bryant como senhora Hammen
- Oliver Robins como Jimmy Wilson
- David Paymer como fotógrafo do jornal
- Rick Overton como um dos funcionários da torre de controle
- Leon Askin como âncora do jornal soviético
- Art Fleming como apresentador do game show Jeopardy! em uma cena satírica dentro do avião
- Frank Ashmore como controlador #3
- Pat Sajak como âncora de Buffalo
- Louise Sorel como enfermeira
- Sandahl Bergman como Oficial #1 (Tenente White)
- Michael Currie como empresário
- Lee Patterson como Capitão do Phoenix Six
- Jack Jones como ele mesmo em uma cena satírica
- Hervé Villechaize como um anão do avião

## Produção
A maior parte do elenco do primeiro filme concordou em retornar para a sequência enquanto Jerry Zucker, Jim Abrahams e David Zucker estiveram envolvidos nos estágios iniciais de desenvolvimento. No entanto, Abrahams e os Zuckers decidiram ingressar na produção da série de televisão Police Squad! e se distanciaram definitivamente da sequência durante seu marketing.
As filmagens tiveram inicio em 2 de junho de 1982 em Los Angeles e duraram oito semanas, com o dobro do orçamento do filme original.

## Recepção

### Comercial
Airplane II estreou nos Estados Unidos no mesmo final de semana que The Toy e 48 Horas e terminou em segundo lugar neste fim de semana, atrás de The Toy, com uma receita bruta de US$ 5.329.208 arrecadados em 1.150 salas de cinema. A receita caiu 45% na semana seguinte e o filme arrecadou US$ 27,2 milhões nos Estados Unidos e Canadá. O filme obteve um modesto sucesso comercial, ganhando uma receita bastante menor em comparação com o total de bilheteria de US$ 83 milhões de seu antecessor.

### Crítica
A revista Variety comentou que "não se pode dizer que Airplane II não seja melhor ou pior que seu antecessor. Algumas vezes se faz de engraçado, mas apenas quando 'recicla' as piadas do primeiro filme". O crítico de cinema Roger Ebert deu ao filme duas de quatro estrelas, dizendo que "não é possível perceber se a história se passa num avião ou numa nave espacial. O filme abusa muito de piadas visuais, frases de efeito, trocadilhos, sinais engraçados e referências cruzadas escatológicas".
No agregador de críticas Rotten Tomatoes o filme tem um índice de aprovação de 42% com base em 19 comentários, com uma classificação média de 5,3/10; no Metacritic, o filme tem uma pontuação média ponderada de 48 de 100, com base em 9 resenhas, indicando "críticas mistas ou médias".